# СС Ил де Франс
СС Ил де Франс (фр. SS Île de France) био је француски прекоокеански брод саграђен 1926. године. Био је сестрински брод СС Пари (SS Paris). „Пари” је 18. априла 1939. године изгорео у луци и преврнуо се. Ил де Франс је био дуг 241 метар и широк 27 метара, могао је да прими 1.786 путника (537 прва класа,603 друга класа и 646 трећа класа). Ил де Франс се на пробно путовање отиснуо 29. маја 1927. године, а на прво званично путовање 22. јуна 1927. године. Након што је изгорео СС Пари Ил де Франс је остао са два димњака. У Другом светском рату Ил де Франс је офарбан у сиво, што је значило да превози војнике и рањенике. Његова укупна тежина је била 43.153 БРТ 1927. године, а после Другог светског рата 1949. повећала се на 44.356 БРТ. Ил де Франс је завршио у старом гвожђу 1959. године у јапанском граду Осака. Године 1960, појавио се филм под називом „Последње путовање” (The last voyage) у ком је „Ил де Франс” послужио као брод под називом „СС Кларидон” (SS Claridon).